# Canton de Vézénobres
Le canton de Vézénobres est une ancienne division administrative du département du Gard, dans l'arrondissement d'Alès.

## Composition
| Nom                          | Code Insee | Intercommunalité      | Superficie (km2) | Population (dernière pop. légale) | Densité (hab./km2) |
| ---------------------------- | ---------- | --------------------- | ---------------- | --------------------------------- | ------------------ |
| Vézénobres (chef-lieu)       | 30348      | CA Alès Agglomération | 17,07            | 1 756 (2014)                      | 103                |
| Brignon                      | 30053      | CA Alès Agglomération | 6,67             | 790 (2014)                        | 118                |
| Brouzet-lès-Alès             | 30055      | CA Alès Agglomération | 13,03            | 642 (2014)                        | 49                 |
| Castelnau-Valence            | 30072      | CA Alès Agglomération | 10,27            | 435 (2014)                        | 42                 |
| Cruviers-Lascours            | 30100      | CA Alès Agglomération | 5,51             | 689 (2014)                        | 125                |
| Deaux                        | 30101      | CA Alès Agglomération | 5,95             | 677 (2014)                        | 114                |
| Euzet                        | 30109      | CA Alès Agglomération | 6,81             | 415 (2014)                        | 61                 |
| Martignargues                | 30158      | CA Alès Agglomération | 4,93             | 420 (2014)                        | 85                 |
| Monteils                     | 30177      | CA Alès Agglomération | 6,98             | 648 (2014)                        | 93                 |
| Ners                         | 30188      | CA Alès Agglomération | 4,96             | 740 (2014)                        | 149                |
| Saint-Césaire-de-Gauzignan   | 30240      | CA Alès Agglomération | 6,84             | 375 (2014)                        | 55                 |
| Saint-Étienne-de-l'Olm       | 30250      | CA Alès Agglomération | 4,18             | 351 (2014)                        | 84                 |
| Saint-Hippolyte-de-Caton     | 30261      | CA Alès Agglomération | 6,15             | 215 (2014)                        | 35                 |
| Saint-Jean-de-Ceyrargues     | 30264      | CA Alès Agglomération | 6,65             | 164 (2014)                        | 25                 |
| Saint-Just-et-Vacquières     | 30275      | CA Alès Agglomération | 23,52            | 297 (2014)                        | 13                 |
| Saint-Maurice-de-Cazevieille | 30285      | CA Alès Agglomération | 13,15            | 702 (2014)                        | 53                 |
| Seynes                       | 30320      | CA Alès Agglomération | 14,33            | 163 (2014)                        | 11                 |

## Administration

### Conseillers d'arrondissement (de 1833 à 1940)
| Période                                  | Période          | Identité                      | Étiquette                         | Qualité |
| ---------------------------------------- | ---------------- | ----------------------------- | --------------------------------- | --- |
| 1833                                     | 1836             | François Méric                |                                   | Juge de paix, propriétaire à Brignon                                                                        |
| 1836                                     | 1839             | Émile Silhol                  |                                   | Maire de Vézénobres puis propriétaire à Alès                                                                |
| 1839                                     | 1842             | M.[évasif] Noguier            |                                   | Propriétaire à Alais                                                                                        |
| 1842                                     | 1848             | Gabriel d'Adhémar (1805-1899) |                                   | Officier de dragons, propriétaire à Saint-Maurice                                                           |
|                                          |                  |                               |                                   | |
| 1852                                     | 1858             | M. Guisquet                   |                                   | |
| 1858                                     | 1870             | Ulysse Malzac (1820-1886)     |                                   | Notaire à Vézénobres,                                                                                       |
| 1871                                     | 1881             | Frédéric Vidal,               | Démocrate                         | Notaire, maire de Vézénobres                                                                                |
| 1881                                     | 1882 (démission) | Gustave Regord                |                                   | Propriétaire à Brignon                                                                                      |
| 1882                                     | 1886             | Louis Trinquier               |                                   | |
| 1886                                     | 1892             | Albert Soulier                |                                   | Propriétaire à Brignon                                                                                      |
| 1892                                     | 1898             | M.[Qui ?] de Laroque          | Républicain radical               | |
| 1898                                     | 1904             | Edmond Say                    | républicain opportuniste -radical | Maire de Vézénobres                                                                                         |
| 1904                                     | 1910             | Paul-Louis Huguet             | USR                               | Cultivateur à Vézénobres                                                                                    |
| 1910                                     | 1913             | Achille Pupil                 | Radical                           | Propriétaire, maire de Saint-Césaire-de-Gauzignan                                                           |
| 7 déc. 1913                              | 1928             | Jacques Durand,               | Radical                           | |
| 1928                                     | 1937             | Albert Espérandieu            | SFIO                              | Propriétaire à Brignon                                                                                      |
| 1937                                     | 1940             | Gaston Roustan                | Radical                           | Maire de Saint-Maurice                                                                                      |
| 1940                                     |                  |                               |                                   | Les conseils d'arrondissement ont été suspendus par la loi du 12 octobre 1940 et n'ont jamais été réactivés |
| Les données manquantes sont à compléter. |                  |                               |                                   | |

### Juges de paix
- François Méric

### Conseillers généraux
| Période | Période          | Identité                  | Étiquette               | Qualité |
| ------- | ---------------- | ------------------------- | ----------------------- | --- |
| 1833    | 1852             | Octavien Troupel          | Républicain modéré      | Négociant, président de la commission municipale de Nîmes (1848)                                                                                             |
| 1852    | 1865             | Auguste Serre             |                         | Médecin, ancien Maire d'Alais (1838-1843) |
| 1865    | 1877 (décès)     | Étienne Ducamp            | Républicain gambettiste | Propriétaire Maire de Cassagnoles, ancien conseiller d'arrondissement du canton de Lédignan Député (1876-1877)                                               |
| 1877    | 1881 (démission) | Frédéric Desmons          | Républicain Rad.        | Pasteur Député (1881-1893) Sénateur (1894-1910) |
| 1881    | 1883             | Jean-Pierre Goirand       | Républicain             | Ancien archiviste |
| 1883    | 1905 (décès)     | Antoine Darbousse         | Républicain             | Industriel, propriétaire-viticulteur à Cruviers-Lascours |
| 1905    | 1940             | Louis Mourier             | Rad.                    | Membre de l'Académie de Médecine Président du Conseil général (1918-1940) Sous-secrétaire d'État (1917 et 1918-1920) Député (1914-1924) Sénateur (1939-1940) |
|         |                  |                           |                         | |
| 1942    | 1943 (démission) | Léopold Bérard de Malavas |                         | Maire de Vézénobres Nommé conseiller départemental en 1942                                                                                                   |
| 1943    | 1945             | Charles Bricou            |                         | Maire de Brouzet-lès-Alès Nommé conseiller départemental en 1943                                                                                             |
|         |                  |                           |                         | |
| 1945    | 1985             | Edmond Reboul (1912-2005) | SFIO puis PS            | Maire de Brignon (1944-1983) |
| 1985    | 1998             | Jacques Gras              | DVD                     | Médecin Maire de Vézénobres (1989-2008) |
| 1998    | 2015             | Gérard Garossino          | PS                      | Retraité de banque Ancien conseiller municipal de Vézénobres                                                                                                 |

## 2 photos du canton
|  |  |

## Démographie
| 1962  | 1968  | 1975  | 1982  | 1990  | 1999  | 2006  | 2011  | 2012  |
| ----- | ----- | ----- | ----- | ----- | ----- | ----- | ----- | ----- |
| 4 559 | 4 543 | 4 699 | 5 419 | 6 368 | 6 837 | 8 236 | 9 117 | 9 237 |